# Blocco occidentale
Blocco occidentale (anche blocco statunitense, blocco capitalista)   è un'espressione che indica l'insieme di nazioni che, durante la guerra fredda, erano alleate o facevano riferimento agli Stati Uniti, in contrapposizione al blocco orientale, che invece includeva i Paesi allineati con l'Unione Sovietica.

## Descrizione
In particolare, il blocco occidentale includeva tutti i Paesi del Patto Atlantico, il cui "braccio armato" era:
- in Europa ed in Nordamerica, la NATO;
- i Paesi alleati degli Stati Uniti fuori dall'Europa, quali, ad esempio, l'Australia, la Nuova Zelanda, il Giappone e la Corea del Sud, ovvero quelli legati dalle cessate organizzazioni di containment dell'URSS, la CENTO e la SEATO.

## Nomenclatura

I Paesi membri della NATO al 2024.

In realtà, l'espressione era un semplice contraltare al blocco orientale, molto più citato nel vivere comune dei Paesi dell'Europa occidentale. Spesso si preferiva utilizzare anche il termine mondo libero in contrapposizione al blocco orientale. I Paesi non allineati non rientravano nel novero del blocco occidentale, pur avendo in alcuni casi le caratteristiche per farne parte. Non ne facevano parte Paesi neutrali come Svezia, Finlandia, Austria e Svizzera, perfettamente inserite dal punto di vista politico ed economico nel mondo occidentale o primo mondo.
La definizione di "blocco" intendeva proprio dare l'idea di un'unione che si opponeva sia militarmente sia politicamente all'URSS e al Patto di Varsavia. I due blocchi erano divisi in Europa da una linea ideale che andava dal Baltico a Trieste e che Winston Churchill, in un suo famoso discorso, definì cortina di ferro. Strettamente legata al concetto di blocco occidentale è anche la definizione di "primo mondo" o "mondo libero". Con il venire meno della minaccia del blocco orientale e la caduta del Muro di Berlino, l'espressione è caduta in disuso. Addirittura, molti dei Paesi dell'ex blocco orientale attualmente sono entrati a far parte della NATO.

## Nazioni del Blocco occidentale

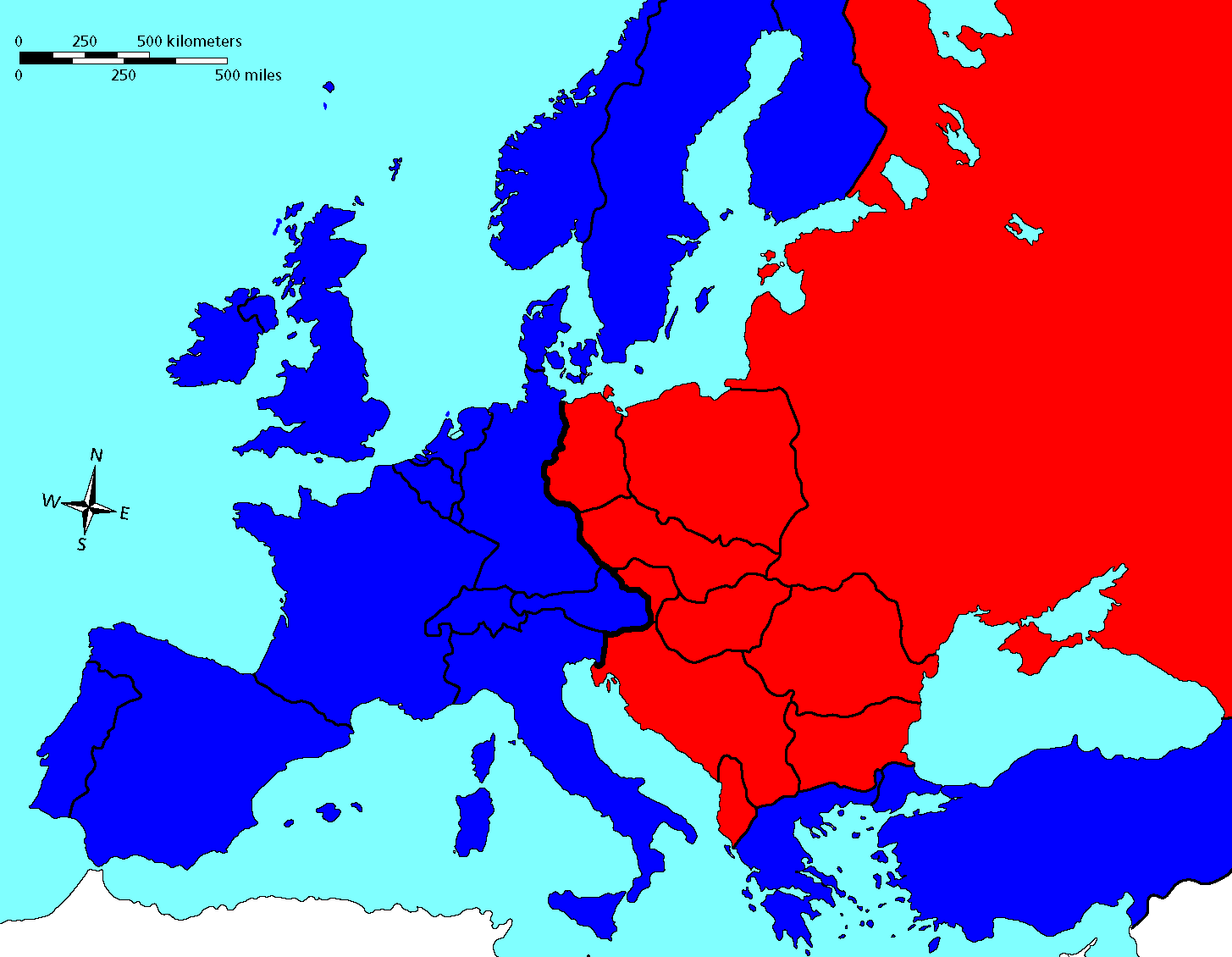
La cortina di ferro come descritta da Winston Churchill durante il suo discorso del 5 marzo 1946 "Sinews of Peace", da Stettino a Trieste

L'Europa ai tempi della cortina di ferro negli anni settanta: in blu i paesi della NATO, in rosa quelli del Patto di Varsavia ed in verde la Jugoslavia (Paese non allineato).

- Arabia Saudita
- Australia
- Belgio
- Canada
- Colombia
- Corea del Sud
- Cuba (fino al 1959)
- Danimarca
- El Salvador
- Impero d'Etiopia
- Filippine
- Francia
- Germania Ovest
- Grecia
- Giappone
- Iraq (fino al 1958)
- Iran (fino al 1979)
- Islanda
- Israele
- Italia
- Laos (fino al 1975)
- Libia (fino al 1969)
- Lussemburgo
- Norvegia
- Nuova Zelanda
- Paesi Bassi
- Pakistan
- Portogallo
- Regno Unito
- Spagna
- Stati Uniti
- Sudafrica
- Taiwan
- Thailandia
- Turchia
- Vietnam del Sud